# Lago Śniardwy
Il lago Śniardwy (in tedesco: Spirdingsee) è un lago della Polonia situato nella Terra dei laghi della Masuria, nel voivodato della Varmia-Masuria. È il più grande lago dello Stato con una superficie di 113,8 chilometri quadrati.
Presenta una lunghezza nel punto massimo di 22,1 km e una larghezza di 13,4 chilometri. La profondità massima è di 23 metri. Nel lago sono presenti otto isole.